# Tävlingsbil
Tävlingsbil är en bil som används inom bilsport. Dess primära syfte är att vara snabbare än de bilar den tävlar mot.
Tävlingsbilar kan vara av olika slag:
- formelbilar
- gocart-bilar
- rallybilar
- sportvagnar
- standardvagnar